# Camponotus chapini
Camponotus chapini é uma espécie de inseto do gênero Camponotus, pertencente à família Formicidae.

## Subespécies
- C. c. chapini
- C. c. ganzii